# Okrąg Apoloniusza

Okrąg Apoloniusza – zbiór punktów, dla których stosunek odległości od pewnych dwóch ustalonych punktów jest stały i różny od jeden. Nazwany tak na cześć Apoloniusza z Pergi, który badał krzywe stożkowe.

## Dowód oparty na użyciu działań wektorowych w przestrzeni euklidesowej
Niech {\displaystyle d_{1},} {\displaystyle d_{2}} będą nierównymi dodatnimi liczbami rzeczywistymi.
Niech C będzie wewnętrznym punktem podziału AB w stosunku {\displaystyle d_{1}:d_{2}} i D zewnętrzny punkt podziału AB w tym samym stosunku, {\displaystyle d_{1}:d_{2}}
{\displaystyle {\overrightarrow {\mathrm {PC} }}={\frac {d_{2}{\overrightarrow {\mathrm {PA} }}+d_{1}{\overrightarrow {\mathrm {PB} }}}{d_{2}+d_{1}}},\ {\overrightarrow {\mathrm {PD} }}={\frac {d_{2}{\overrightarrow {\mathrm {PA} }}-d_{1}{\overrightarrow {\mathrm {PB} }}}{d_{2}-d_{1}}}.}
Następnie,
{\displaystyle \mathrm {PA} :\mathrm {PB} =d_{1}:d_{2}}
{\displaystyle \Leftrightarrow d_{2}|{\overrightarrow {\mathrm {PA} }}|=d_{1}|{\overrightarrow {\mathrm {PB} }}|}
{\displaystyle \Leftrightarrow d_{2}^{2}|{\overrightarrow {\mathrm {PA} }}|^{2}=d_{1}^{2}|{\overrightarrow {\mathrm {PB} }}|^{2}}
{\displaystyle \Leftrightarrow (d_{2}{\overrightarrow {\mathrm {PA} }}+d_{1}{\overrightarrow {\mathrm {PB} }})\cdot (d_{2}{\overrightarrow {\mathrm {PA} }}-d_{1}{\overrightarrow {\mathrm {PB} }})=0}
{\displaystyle \Leftrightarrow {\frac {d_{2}{\overrightarrow {\mathrm {PA} }}+d_{1}{\overrightarrow {\mathrm {PB} }}}{d_{2}+d_{1}}}\cdot {\frac {d_{2}{\overrightarrow {\mathrm {PA} }}-d_{1}{\overrightarrow {\mathrm {PB} }}}{d_{2}-d_{1}}}=0}
{\displaystyle \Leftrightarrow {\overrightarrow {\mathrm {PC} }}\cdot {\overrightarrow {\mathrm {PD} }}=0}
{\displaystyle \Leftrightarrow {\overrightarrow {\mathrm {PC} }}={\vec {0}}\vee {\overrightarrow {\mathrm {PD} }}={\vec {0}}\vee {\overrightarrow {\mathrm {PC} }}\perp {\overrightarrow {\mathrm {PD} }}}
{\displaystyle \Leftrightarrow \mathrm {P} =\mathrm {C} \vee \mathrm {P} =\mathrm {D} \vee \angle {\mathrm {CPD} }=90^{\circ }.}
Dlatego punkt P znajduje się na okręgu o średnicy CD.